# Río Catatumbo
El río Catatumbo es un río del norte de América del Sur, que nace en el departamento de Norte de Santander, en la parte oriental de Colombia, específicamente en el cerro de Las jurisdicciones a 3850 m s. n. m., en el municipio de Ábrego, al oeste del departamento, y desemboca en Venezuela en el lago de Maracaibo, al que aporta cerca del 60% de su agua dulce. Su desembocadura es en forma de delta, la cual se adentra hacia el interior del lago, rompiendo en cierta forma la simetría de este mismo.
Su cuenca comprende 24 416 km², de los que 16 626 km² son territorio colombiano y los restantes de Venezuela.

## Grupos indígenas
A lo largo del río Catatumbo viven los motilones bravos o barí que constituyen la comunidad indígena sobreviviente a los procesos de colonización recurrentes desde el siglo XVI y ahora se encuentran limitados a las zonas de selva espesa.

## Curso del agua
- Río Zulia.
- Río Táchira.
- Río Pamplonita.
- Río Peralonso.
- Río Salazar.
- Río Tibú.
- Río Sardinata.
- Río Tarra.
- Río de Oro.

## Parques nacionales
- Parque nacional Ciénagas del Catatumbo (Venezuela).

- Parque natural regional Sisavita (Colombia).

- Parque nacional natural Tamá (Colombia).

- Parque nacional natural Catatumbo Barí (Colombia).